# 西美绪
西美绪（1941年10月—）是日本材料科学家，曾发出用于锂离子电池的碳负极，并最终帮助实现锂离子电池商业化。

## 履历
西美绪出生于日本爱知县名古屋市东区。中学就读于爱知县立旭丘高等学校，1966年毕业于庆应义塾大学理工学院应用化学专业。他曾在索尼中央研究所、索尼能源设备担任执行副总裁，在索尼总部担任公司研究主任、业务董事高级常务、材料研究所所长以及CTO。在其领导下，索尼能源技术公司于1991年在全球范围内首次实现锂离子电池的成品化和商品化。因此于2014年与约翰·B·古迪纳夫、拉奇德·雅扎米和吉野彰一同获得查尔斯·斯塔克·德雷珀奖。1999年，锂离子聚合物电池也在其团队努力下实现了商品化。

## 获奖经历
- 1998年获得加藤纪念奖（日语：加藤与五郎）[4]和农业化学技术奖（日语：日本農芸化学会）[5]
- 2014年，查尔斯·斯塔克·德雷珀奖[6][7]
- 2008年，中日文化奖[8]

## 资料来源
1. ↑  . NAE Website.   [2019-10-11]. （原始内容存档于2019-10-12） （英语）.
2. ↑  . University of Texas. 2014-01-06  [2020-10-03]. 原始内容存档于2015-04-03 （英语）.
3. ↑  ミカどん. . 省エネ・創エネに関する基本・最新情報を中心に配信中｜ミカドオンライン. 2018-09-04  [2019-10-10]. （原始内容存档于2020-01-03） （日语）.
4. ↑  . www.katof.or.jp.   [2019-10-11]. （原始内容存档于2022-12-01） （日语）.
5. ↑  . 公益社団法人 日本農芸化学会.   [2019-10-11]. （原始内容存档于2023-09-01） （日语）.
6. ↑  .   [2019-10-12]. （原始内容存档于2020-10-25）.
7. ↑  . 青海日报. 2015-06-17  [2019-10-12]. （原始内容存档于2019-10-12） （中文（中国大陆））.
8. ↑  . 中日新聞Web.   [2020-10-03]. （原始内容存档于2023-03-06） （日语）.